# 南宋
南宋（1127年6月12日－1279年3月19日）是宋朝的其中一个時期，與北宋合稱「兩宋」。北宋以开封被金人攻入及佔領而结束，1127年6月12日，宋徽宗第九子康王赵构逃至南京应天府（今河南商丘）即位，是为宋高宗，改元「建炎」，及後南渡重建宋室政權。因宋朝的五行德運為「火」，改元「建炎」意味著重建王朝的火德。
因長年以南方城市临安（今浙江杭州）等地為都城，史称南宋，以别于北宋。绍兴和议后，大部分時間与金朝东沿淮水（今淮河），西以大散关为界。南宋与金朝、西辽、大理国、西夏及13世纪初兴起的蒙古帝国以至元朝为并存政权，直至1279年亡于元朝，共152年。由于未能收复中原，南宋的统治范围被迫限于秦岭－淮河线以南地区，與金国长期军事对峙，但是亦刺激了南宋發展经济、手工业、航運贸易、武器制造及科技。
值得一提的是，自北宋開國皇帝宋太祖駕崩後，由其弟宋太宗以金匱之盟為由而即位，後北宋歷代君主皆為太宗的後人，但宋高宗在建立南宋之後生育不順，且因其在位後期，主戰派勢力高漲，國內臣民多要求高宗抗擊金朝，使其認為自己的統治難以長久，遂在皇室中指定了宋太祖的一名後人為繼承人，即宋孝宗赵昚（高宗退位為太上皇）。從孝宗皇帝即位開始，直到南宋滅亡為止，宋朝皇位繼承權一直由宋太祖後代所擁有。

## 历史

### 靖康之難
金人領袖完顏阿骨打建國號大金。宋徽宗认为有机可乘，便派使者向金提出「联金灭辽」。宋攻燕京，但无功而返。金攻陷临潢府，辽亡。宋付上巨额赎款给金，以换取燕京等地。然而，在這次軍事合作中，金看穿北宋的疲弱，借口北宋收容金叛将与辽遗臣，分兵南下，趋汴梁。钦宗即位，与金人和议，金人解兵北归。次年，即靖康二年（1127年），金人南下，攻陷汴梁（京）（今开封），掳走两宗北去，史称「靖康之难」，北宋灭亡。
1127年，金朝从汴京撤军，立张邦昌为偽楚皇帝。徽宗唯一免于被俘的儿子康王赵构拥兵在外，张邦昌无力抗衡，以孟太后之名，下诏立其为帝。靖康二年五月初一（1127年6月12日），赵构在南京应天府（又稱歸德軍，金称之为归德府，今河南商丘）正式即位，重建宋朝，是为宋高宗，即年改元建炎。當時宋朝仍控制河南、關中。高宗重用主戰派，以李綱為相、宗澤鎮守汴梁，曾多次大敗金兵，令局面稍為穩定。但是，高宗沒有對抗金朝的决心，罷免了李綱等人，亦屡次拒绝宗泽要他回汴梁主持大局的请求。不久高宗南逃揚州。燕人赵恭冒称高宗弟信王赵榛，聚兵五马山抗金，寻求高宗支持，高宗亦名为支持实予制约（曾在听闻其欲入京祭祖后，一反常态地表态要回京），导致其最终失败。宗澤亦憂憤而死。高宗派去接手河北的杜充更令河北义军全面崩溃。
建炎二年（1128年），金完顏宗弼又繼續大舉南侵，宋高宗南逃至杭州，升杭州為臨安府，以備日後建都。1129年，南宋发生废黜高宗、改立皇子魏国公赵旉为帝的苗刘兵变，旋即被平定。同年秋，完顏兀朮繼續揮軍南下，高宗乘船出海避難。翌年春，金軍回師，宋將韓世忠率八千精兵，堵塞五萬金軍在黃天蕩四十八日，史稱黃天蕩之戰。1130年秋，金專注進攻關中，金國又立劉豫為帝，國號齊（偽齊），用以加強對黃河以南地區之統治，直至1137年才撤除該國。
建炎三年（1129年）至紹興八年（1138年），建康（今南京）是南宋的實際首都，但由於建康太鄰近淮河，为免金人南侵迅即攻破，因此高宗大多待在臨安（今杭州）。绍兴八年（1138年）正月，宋高宗离开建康，正式定都于临安；終南宋一朝，建康仍作為留都，而故都開封始終被南宋視為正統首都。
期间，绍兴七年（1137年）发生的淮西宋军投金的淮西兵变令南宋军心大挫，也令南宋抗金的姿态转向保守。

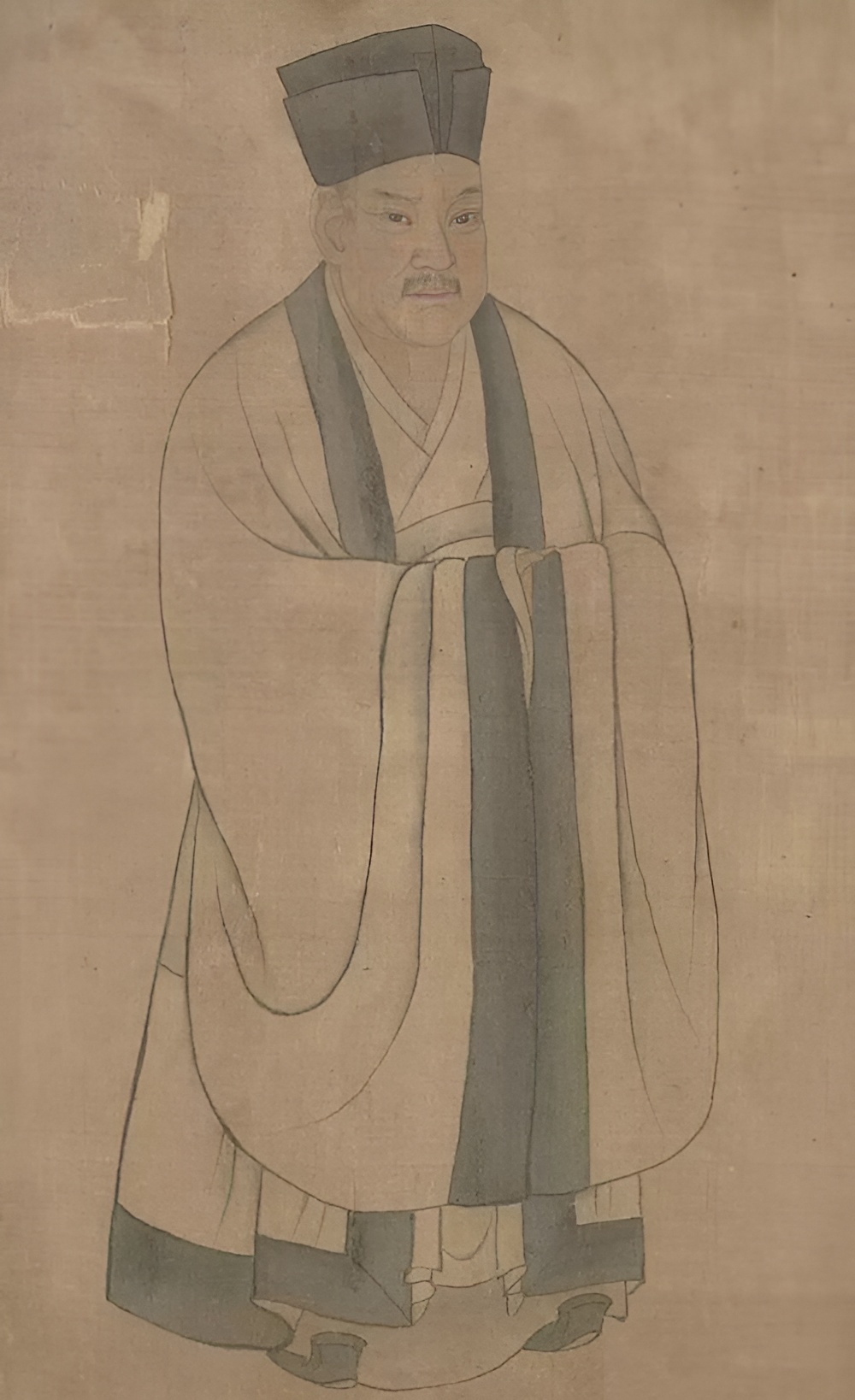
宋高宗為了向金朝求和稱臣，遂任命奸臣秦檜為相，並藉秦檜之手，以莫須有的罪名殺害抗金名將岳飛、岳雲父子

宋高宗由於害怕軍人戰勝回朝會專橫、難以控制；而且亦擔心欽宗被金人拥立挑战自己的皇统，所以在1138年任秦檜為相，向金求和。秦檜削去抗金將領韓世忠兵權，1138年宋金初次議和，南宋向金稱臣，但取回包含開封府的河南、陝西之地，可說是外交一大勝利。
1140年，金朝撕毀協議，金兵分三路南侵，重佔河南、陝西等地，宋軍在許多抗金名將指揮下，取得輝煌戰果。尤其是岳飛在郾城與金將完颜宗弼會戰，力挫金兵，乘機進兵朱仙鎮，收復了黃河以南一帶，與開封只有四十五里。後來，高宗先召回北進諸軍，再以十二面金牌下令岳飛班師回朝。后他察觉岳飞北伐之成效，再下诏命其暂停班师继续北伐，但为时已晚。1142年1月，宋高宗以莫須有罪名殺害了岳飛父子，完全收奪諸大將兵權。宋與金簽訂《紹興和議》，宋高宗以向金朝納貢稱臣為代價，換取双方停战偏安東南半壁江山。
比建国初期相比，稳定后的南宋不再控制河北、河南、山东、关中等地，疆域大幅缩水。
1149年，金海陵王完颜亮发动政变，自立为帝。经过12年的准备，1161年（绍兴三十一年）5月完颜亮南侵，企图灭宋。宰相陈康伯主导抗金大计，危难之际，要求高宗下诏亲征建康（今南京）。10月，宋将李宝率舟师以火攻全歼金水军于胶西陈家岛（或唐岛，又称陈家岛海战）。11月，宋中书舍人虞允文于采石（建康西三四十公里，今马鞍山）以建康守军败金兵，完颜亮移兵瓜洲（今江苏扬州），宋军刘琦、杨存中在镇江（建康东七八十公里）严密防守。完颜亮渡江失利，11月下旬，为部将所弑。南宋取胜。双方动员的兵力在70至80萬。

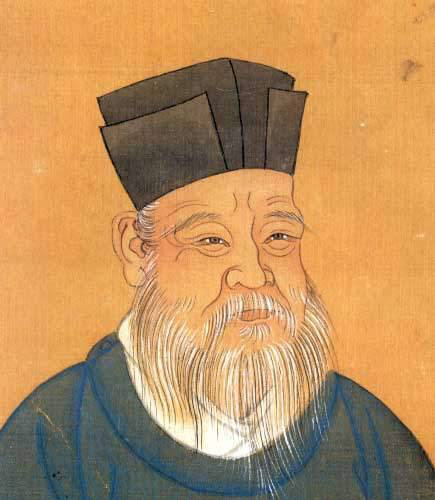
朱熹在乾道三年（公元1167年）到岳麓书院与张栻论学，举行了历史上有名的“朱张会讲”，推动了宋代理学和中国古代哲学的发展

自完顏亮南侵失敗後，南宋北伐的聲音高漲。宋高宗決定禪位於養子趙昚。是為孝宗，趙昚是宋太祖趙匡胤的次子秦王趙德芳的六世孫，自此宋朝的帝位經186年後由太宗的子孫轉回到太祖的子孫的手上。
在1164年12月，張浚隆興北伐失敗後，簽訂《隆兴和议》（又名《乾道和議》），把原本向金稱臣改為叔姪關係，金為叔，宋為侄，金改詔表為國書，歲貢改為歲幣，減少貢獻，割讓秦州及商州，維持原疆界。绢貢獻由25萬減至20萬，歲幣減至20萬銀兩。
宋孝宗起用虞允文、周必大等人，朝政較為安定。宋高宗雖然作為太上皇，但在幕後對宋孝宗施加壓力反对北伐，促成和议，維持與金的和平局面。1187年，當了二十五年太上皇的宋高宗去世，在守孝三年後，宋孝宗決定讓位給皇子宋光宗趙惇，退位為太上皇。
權臣專權是終南宋一朝的特點，南宋自秦檜後，權臣一直在南宋發揮重要的角色，皇帝通過讓權臣掌握一定的權力，同時籍權臣來控制武將，以掌握軍權。
宋光宗即位後，由於體弱多病，而皇后李氏恃光宗生性懦弱，任何事要取決於她。光宗更賜李家家廟、追封及授與李家官爵。加上光宗在李氏的影響下，對孝宗的情況不聞不問，喪禮幾乎無人主持。於是樞密使趙汝愚借光宗手諭「曆事歲久，念欲退閑」八字，在高宗吳太后的外甥韓侂胄的聯絡下請吳太后出面宣佈光宗退位。立光宗子嘉王趙擴繼位。是為宋寧宗，稱為紹熙內禪。
宋寧宗信任韓侂胄，韓侂胄排擠趙汝愚等人專斷朝政，而且又引發慶元黨禁，排擠朱熹等人。在1206年，韓侂胄北伐，後來被金擊退。在1208年，簽訂《嘉定和议》。兩國改為伯侄關係，宋由貢獻歲幣及绢由20萬增至30萬，宋賠償300萬軍費，獻上韓侂胄首級。金放弃占领的大散关、濠州。
宋寧宗在史彌遠協助下，誅殺韓侂胄，自此宋寧宗起用史彌遠，史彌遠在寧宗駕崩時因知曉皇子濟國公竑（实为养子）對自己不滿，矯詔擁立宋理宗，也因此更加掌握大權，理宗登基後將所有國家事物都交給史彌遠，自己對政務幾乎不過問，史彌遠專政二十六年，南宋政治日漸腐敗。但史弥远也支持李全等抗金势力。理宗親政後，把政事交給丁大全處理，後來更信任賈似道，種下南宋滅亡的遠因。
1214年七月，金已遭受蒙古打擊，被逼由燕京遷都至開封，宋寧宗接納真德秀奏议，决定从此罷金國歲幣。1217年四月，为了扩大疆土以弥补被蒙古侵占的地域，金以宋不再纳岁币为名，出兵南侵，南宋则与蒙古協議联手擊退金军。
1231年，蒙軍欲借道宋境，繞道攻金後方，宋拒絕，蒙古拖雷強行通過。蒙軍在1232年三峰山之戰消滅金國主力部隊，金國實際上已無力回天。十二月，宋理宗看到金滅亡在即，無屏蔽之用，就同意聯合蒙古滅金，雙方協議黃河以南歸宋，以北土地歸蒙古。1233年，金哀宗逃至蔡州。南宋再攻下金唐州等地。九月，哀宗向宋理宗說明「唇亡齒寒」之理，提議聯手抗蒙，宋朝不許，繼續伐金。1234年正月，金国蔡州被蒙宋联军攻陷，金哀宗自缢，金灭亡。南宋與蒙古接壤，在失去金國作為屏障后，却面臨比金更強大的蒙古南下威脅。

### 衰亡
早在紹定四年（1231年），蒙古军就入侵南宋之川陕四路所辖的汉中地区，以借道攻金。在端平二年（1235年）开始全面入侵宋，蒙軍首次南侵，被擊退。蒙軍並不甘心失敗，於次年9月和第三年兩次分三道南侵，其前部幾乎接近長江北岸。由於宋軍奮勇作戰並擁有優勢水軍，打敗蒙軍，再一次挫敗蒙軍渡江南下的企圖。而後，南宋軍民又在抗蒙將領孟珙、余玠、赵葵、杜杲、曹友闻、张钰、向士璧、曹世雄等人的指揮下，多次擊敗蒙軍，使其不得不繞道吐蕃（1240年）、大理（1252年）而行。1239年宋軍從蒙古手上收復襄陽等地。淳祐五年（1245年），蒙古軍越過淮河南侵宋境。

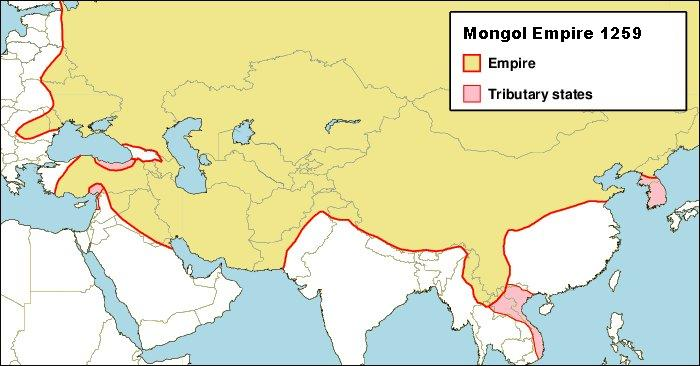
1259年大蒙古國，時已滅基輔羅斯，圖中可見南宋仍控制中國南方

開慶元年（1259年）蒙古大汗蒙哥攻戰合州，7月在釣魚城之戰受宋軍流矢所傷，因而死於軍中。其弟忽必烈正於鄂州與宋軍交戰，聽到消息後，立即撤軍以便奪取大汗之位，南宋賈似道派人與忽必烈議和，以保太平。賈似道回京後，無恥地隱瞞自己與蒙古割地議和一事，在其姐賈貴妃協助下，使理宗罷免宰相丁大全，任命賈似道執政。賈似道討好邊境守將，隱瞞割地議和一事，更擁立皇姪建安郡王繼位，是為度宗，賈似道權勢更盛。
景定元年（1260年），忽必烈返回北方自立為汗之後，派遣使者郝經赴南宋與賈似道繼續談和，但是被賈扣押在真州（今江蘇儀徵）。咸淳三年（1267年），忽必烈下令攻打南宋重鎮襄陽，是為襄樊之戰。宋軍利用漢水將資源源源不絕送入城內，才能堅守城池。守將呂文德及呂文煥堅守城池六年，賈似道派了范文虎及李庭芝援助，但兩者之間不和。咸淳七年（1271年），忽必烈在中原建立大元帝國。咸淳八年（1272年），張順、張貴兩兄弟的義兵曾血戰元軍。咸淳九年（1273年），樊城失守，襄陽城破，宋軍繼續巷戰，呂文煥最終投降，六年的襄陽保衛戰結束。度宗在蒙古大軍南侵的情況下，得病駕崩。
元軍南侵過程中，宋人拼死抵抗，池州趙卯發，饒州唐震、江萬里相繼殉國，太皇太后謝氏遂下哀痛之詔，號召天下勤王，張世傑、文天祥、李芾率兵入援。
德祐二年正月十八日（1276年2月4日），元軍攻佔南宋都城臨安（今杭州），俘5歲的南宋皇帝恭帝，南宋大勢已去。但是，南宋殘餘勢力陸秀夫、文天祥和張世傑等人在福州（改为行都福安府）拥立年幼的端宗，成立小朝廷，元軍對端宗窮追不捨，迫使端宗不斷南逃。端宗落水得病逝世，陸秀夫在吳川碙州（即今廣東省湛江市硇洲島）另立幼主，逃至新會至南海一帶。文天祥在海豐兵敗被俘，走投無路的南宋殘餘勢力最終在祥興二年二月初六日（1279年3月19日）的崖山海戰中战败，陸秀夫徹底絕望，在安撫幼主之後，將國璽綁在幼主身上，背著他跳海自盡。而張世傑在厓山戰敗後本欲突圍，卻得知陸秀夫已背負幼主跳海自盡，自己也無力回天，最後因颶風翻船而溺死。自此南宋在南方长达152年的統治也正式結束，而宋朝在经历319年的統治后宣告終結。

## 疆域
南宋疆域比北宋時更加縮小，主要是北面疆土被金朝奪去，形成宋金南北对峙，是中國第二個南北朝時期。1139年（紹興九年）宋金第一次和議，雙方確定以改道後的黃河為界，後來金人毀約，出兵取河南、陝西。1141年，宋金議定以淮河為界。第二年又將西部界線調整至大散關（今陝西寶雞市西南）及今秦嶺以南。以後雖有局部變動，基本穩定在秦嶺淮河線。在红袄军起义后，海州被南宋收复，并持续到南宋灭亡。南部和西南邊界無甚變化。

## 政治
南宋繼承了北宋「強幹弱枝」政策，加強中央集權，在中央地方權力、官僚機構、司法、軍權等方面加強中央集權的一系列措施，以維護國家內部統一、社會穩定和發展經濟。用人制度方面，南宋繼承了北宋「皇帝與士大夫共治天下」之時代。南宋時，取士更是不受出身門第限制，只要不是重刑罪犯，即使是工商、雜類、僧道、農民，甚至是殺豬宰牛的屠戶，都可以應試授官，南宋的科舉登第者多數為平民。
王国平认为两宋时期是封建社会思想文化环境最为宽松的时期，客观上对经济、社会、文化发展起到了积极的促进作用。

## 經濟科技
宋金對峙時期，南方經濟明顯超過了北方。主要原因是：
1. 南宋初期，金軍雖然多次南攻，但金軍少有渡過長江，南方所受戰爭侵擾較少；
2. 大量北方宋人不願在金國統治下生活，移居到南方，使南方人口大為增加。

宋朝确立了“农商并重”国策，采取了惠商、恤商政策措施，使社会各阶层纷纷从事商业经营，商品经济呈现出划时代的发展变化，宋代商业已被视同农业，均为创造社会财富的源泉，“士、农、工、商皆百姓之本业”成为社会共识，使宋朝商人的社会地位得到前所未有的提高。
宋朝期間，中國科技得到了空前發展。在南宋時期，大量數學以及科學教材開始廣泛推出。南宋人可以利用水力水車來製作一個有三層樓高之計時器（水運儀象台）；首次測量降雨量、降雪量．在北宋時期開始，且在南宋時期興盛的浮橋（橋下是可以浮在水上的東西，多為充氣品，必要時可為高大船隻讓路，由徽宗發明）；且拱橋技術出現等。韓信點兵等數學問題也得到了完整的解釋；圓周率的精細度被提高，李约瑟把宋代称为“伟大的代数学家的时代”，认为“中国的代数学在宋代达到最高峰”。沈括著書夢溪筆談，首次進行諧振現象的實驗，領先西方數個世紀。南宋手工業，包括紡織業、造船業、制瓷業、造紙業、印刷業和火器製造業都有較大的發展。
中国历史上的重要发明，一半以上都出现在宋朝，宋代的不少科技发明不仅在中国科技史及世界科技史上也号称第一。火药和火药武器的大规模使用和推广始自南宋。近代的枪炮就是在南宋出现的原始的管形火器基础上发展起来的，南宋还广泛使用威力巨大的火炮作战，反映了南宋火器制造技术的巨大进步。

### 農業
南宋農業發展顯著，主要包括興建農田水利、大量開墾圩田、推廣農作物優良品種、擴大經濟作物種植面積等方面。水稻種植更加普遍，而棉花種植也從北宋時局限在福建、兩廣一帶擴大到長江淮河流域。
南宋时期，农作物单位面积产量比唐代提高了两三倍，有学者甚至将宋代农作物单位面积产量的大幅提高称为“农业革命”。“苏湖熟，天下足”這句谚语就出现在南宋。

### 纺织业
随着棉花种植的推广，到南宋末年，江南一带较为普遍地纺织棉布了。根据南宋诗人艾可叔的《木棉诗》可以看出，当时已经有了纺车、弹弓、织机等工具。南宋的纺织业达到了较高的水平。纺织业规模和技术都大大超过了同时代的女真金國。

### 造船业
南宋地处江南，交通运输多用船只，因而造船业较为发达。明州、泉州、广州等地都是当时的造船中心，能制造大型海船，造船业得到空前发展，如漕船、商船、游船等数量庞大，打造奇巧兼富有创造性 ;海船所采用的多根桅杆，为前代所无 ;战船种类众多，在抗金和抗蒙的战争中发挥了重要作
用。

### 制瓷业
许多官窑随着一起迁到南方。如著名的修内司官窑设于临安鳳凰山下。景德镇已经发展为全国著名的制瓷业中心，产品销售各地，所烧瓷器极其精美，有“饶玉”之称。

### 造紙印刷业
南宋時期由於文化事業發展，印刷業和造紙業都很興盛。當時官府、民間都從事書籍印刷。臨安、福建和四川是印刷業中心。臨安國子監所出版之圖書，稱「監本」，印刷技術高。四川和福建亦有不少書坊。造紙方面，在紙的品種、質和量都有顯著進步，成都、臨安、徽州、池州、平江、建陽等地都是產紙之地。

### 纸币
南宋时期，纸币大量流通，逐渐代替铜钱成为主要交换手段。南宋的纸币分为“交子”和“会子”。交子主要在四川地区使用，会子则分为“东南会子”、“两淮会子”和“湖北会子”三种。不过，南宋后期因为大量发行纸币，造成货币贬值，物价飞涨。

### 对外贸易
南宋海外贸易繁荣表现在对外贸易港口众多。广州、泉州、临安、明州(浙江宁波) 等大型海港相继兴起，与外洋通商的港口近20个。北起淮南/东海，中经杭州湾和福、漳、泉金三角，南到广州湾和琼州海峡的南宋万余里海岸线上兴起了一大批港口城镇，这种盛况不仅唐代未见，就是明清亦未能再现。与南宋有外贸关系的国家和地区在60个以上，南宋的出口商品附加值高，不但外贸范围扩大、出口商品数量增加，而且进口商品以原材料与初级制品为主，而出口商品则以手工业制成品为主，附加值高。
與金
宋金两国在淮河设置称作“榷场”的贸易市场。除了榷场，民间私下交易也较多。
與西夏
由於絲綢之路受西夏所阻隔，西夏在南宋立國時取得了河湟地區（今青海東部），陸上貿易停止。
與南洋
所有貿易幾乎是經由海上絲綢之路。由於歲幣支出龐大，南宋皇朝內部稅收繁重。經濟幾乎一面倒在與西方貿易之上，阿拉伯商人往來日漸增多，促成海上貿易之繁華。
與高麗
宋朝成立後不久在各地設置市舶司，與高麗、發展貿易。
與日本
宋朝成立後不久在各地設置市舶司，與日本發展貿易。日本則在大宰府監督下進行貿易，建有鴻臚館（接待、交易的機關）。但中日間並無正式的外交貿易，僅限於私人貿易，宋商多行至博多與越前敦賀作交易。平氏政權統治時期，日本大力發展宋日貿易，後白河法皇更曾向南宋致贈方物。

## 文化
辛弃疾的爱国诗词流传较广。宋理宗时代，朱熹道学（又称程朱理學）得以兴盛。
此時期藝術風格不受外來文化的影響，主要承襲古老的傳統。山水畫仍是此時期重要的繪畫類別，山水畫家有馬遠、夏圭，他們所描繪的是地方山水，飄渺柔和的景致，與北宋山水畫家所畫的險峻山水景致形成對比。此派畫風出自宋高宗的畫院，一般稱「馬夏」，與此時期禪僧生動自然的草草逸筆亦形成強烈對比。
近代的中国文化，其实皆脱胎于两宋文化。著名史学家邓广铭指出: “宋代文化发展所能达到的高度，在从十世纪后半期到十三世纪中叶这一历史时期内，是居于全世界的领先地位的。”

## 君主列表
| 肖像                           | 廟號                           | 諡號                                                            | 尊號                                                     | 名諱                                                                                | 在世时间                       | 年號                           | 在位时间                       | 陵寝                           |
| 趙構在南京應天府稱帝，建立南宋 | 趙構在南京應天府稱帝，建立南宋 | 趙構在南京應天府稱帝，建立南宋                                  | 趙構在南京應天府稱帝，建立南宋                           | 趙構在南京應天府稱帝，建立南宋                                                      | 趙構在南京應天府稱帝，建立南宋 | 趙構在南京應天府稱帝，建立南宋 | 趙構在南京應天府稱帝，建立南宋 | 趙構在南京應天府稱帝，建立南宋 |
| ------------------------------ | ------------------------------ | --------------------------------------------------------------- | -------------------------------------------------------- | ----------------------------------------------------------------------------------- | ------------------------------ | ------------------------------ | ------------------------------ | ------------------------------ |
|                                | 高宗                           | 受命中興全功至德聖神武文昭仁憲孝皇帝 （孝宗趙眘諡，光宗朝累諡） | 光堯壽聖憲天體道性仁誠德經武緯文紹業興統明謨盛烈太上皇帝 | 趙構 （字德基，號損齋）                                                             | 1107年6月12日－1187年11月9日   | 建炎                           | 1127年6月12日－1162年7月24日   | 永思陵                         |
| 紹興                           | 高宗                           | 受命中興全功至德聖神武文昭仁憲孝皇帝 （孝宗趙眘諡，光宗朝累諡） | 光堯壽聖憲天體道性仁誠德經武緯文紹業興統明謨盛烈太上皇帝 | 趙構 （字德基，號損齋）                                                             | 1107年6月12日－1187年11月9日   |                                | 1127年6月12日－1162年7月24日   | 永思陵                         |
|                                | 孝宗                           | 紹統同道冠德昭功哲文神武明聖成孝皇帝 （光宗趙惇諡，寧宗朝累諡） | 至尊壽皇聖帝                                             | 趙眘 （初名伯琮；入宮賜名瑗；立為皇子後賜名瑋，字元瑰；立為皇太子後賜名昚，字元永） | 1127年11月27日－1194年6月28日  | 隆興                           | 1162年7月24日－1189年2月18日   | 永阜陵                         |
| 乾道                           | 孝宗                           | 紹統同道冠德昭功哲文神武明聖成孝皇帝 （光宗趙惇諡，寧宗朝累諡） | 至尊壽皇聖帝                                             | 趙眘 （初名伯琮；入宮賜名瑗；立為皇子後賜名瑋，字元瑰；立為皇太子後賜名昚，字元永） | 1127年11月27日－1194年6月28日  |                                | 1162年7月24日－1189年2月18日   | 永阜陵                         |
| 淳熙                           | 孝宗                           | 紹統同道冠德昭功哲文神武明聖成孝皇帝 （光宗趙惇諡，寧宗朝累諡） | 至尊壽皇聖帝                                             | 趙眘 （初名伯琮；入宮賜名瑗；立為皇子後賜名瑋，字元瑰；立為皇太子後賜名昚，字元永） | 1127年11月27日－1194年6月28日  |                                | 1162年7月24日－1189年2月18日   | 永阜陵                         |
|                                | 光宗                           | 循道憲仁明功茂德溫文順武聖哲慈孝皇帝 （寧宗趙擴諡，寧宗朝累諡） | 聖安壽仁太上皇帝                                         | 趙惇                                                                                | 1147年9月30日－1200年9月17日   | 紹熙                           | 1189年2月18日－1194年7月24日   | 永崇陵                         |
|                                | 寧宗                           | 法天備道純德茂功仁文哲武聖睿恭孝皇帝 （理宗趙昀諡，理宗朝累諡） |                                                          | 趙擴                                                                                | 1168年11月19日－1224年9月18日  | 慶元                           | 1194年7月24日－1224年9月18日   | 永茂陵                         |
| 嘉泰                           | 寧宗                           | 法天備道純德茂功仁文哲武聖睿恭孝皇帝 （理宗趙昀諡，理宗朝累諡） |                                                          | 趙擴                                                                                | 1168年11月19日－1224年9月18日  |                                | 1194年7月24日－1224年9月18日   | 永茂陵                         |
| 开禧                           | 寧宗                           | 法天備道純德茂功仁文哲武聖睿恭孝皇帝 （理宗趙昀諡，理宗朝累諡） |                                                          | 趙擴                                                                                | 1168年11月19日－1224年9月18日  |                                | 1194年7月24日－1224年9月18日   | 永茂陵                         |
| 嘉定                           | 寧宗                           | 法天備道純德茂功仁文哲武聖睿恭孝皇帝 （理宗趙昀諡，理宗朝累諡） |                                                          | 趙擴                                                                                | 1168年11月19日－1224年9月18日  |                                | 1194年7月24日－1224年9月18日   | 永茂陵                         |
|                                | 理宗                           | 建道備德大功復興烈文仁武聖明安孝皇帝 （度宗趙禥諡）             |                                                          | 趙昀 （初名趙與莒；入宮賜名趙貴誠；成為皇子後改名趙昀）                             | 1205年1月26日－1264年11月16日  | 寶慶                           | 1224年9月18日－1264年11月16日  | 永茂陵                         |
| 紹定                           | 理宗                           | 建道備德大功復興烈文仁武聖明安孝皇帝 （度宗趙禥諡）             |                                                          | 趙昀 （初名趙與莒；入宮賜名趙貴誠；成為皇子後改名趙昀）                             | 1205年1月26日－1264年11月16日  |                                | 1224年9月18日－1264年11月16日  | 永茂陵                         |
| 端平                           | 理宗                           | 建道備德大功復興烈文仁武聖明安孝皇帝 （度宗趙禥諡）             |                                                          | 趙昀 （初名趙與莒；入宮賜名趙貴誠；成為皇子後改名趙昀）                             | 1205年1月26日－1264年11月16日  |                                | 1224年9月18日－1264年11月16日  | 永茂陵                         |
| 嘉熙                           | 理宗                           | 建道備德大功復興烈文仁武聖明安孝皇帝 （度宗趙禥諡）             |                                                          | 趙昀 （初名趙與莒；入宮賜名趙貴誠；成為皇子後改名趙昀）                             | 1205年1月26日－1264年11月16日  |                                | 1224年9月18日－1264年11月16日  | 永茂陵                         |
| 淳祐                           | 理宗                           | 建道備德大功復興烈文仁武聖明安孝皇帝 （度宗趙禥諡）             |                                                          | 趙昀 （初名趙與莒；入宮賜名趙貴誠；成為皇子後改名趙昀）                             | 1205年1月26日－1264年11月16日  |                                | 1224年9月18日－1264年11月16日  | 永茂陵                         |
| 寶祐                           | 理宗                           | 建道備德大功復興烈文仁武聖明安孝皇帝 （度宗趙禥諡）             |                                                          | 趙昀 （初名趙與莒；入宮賜名趙貴誠；成為皇子後改名趙昀）                             | 1205年1月26日－1264年11月16日  |                                | 1224年9月18日－1264年11月16日  | 永茂陵                         |
| 開慶                           | 理宗                           | 建道備德大功復興烈文仁武聖明安孝皇帝 （度宗趙禥諡）             |                                                          | 趙昀 （初名趙與莒；入宮賜名趙貴誠；成為皇子後改名趙昀）                             | 1205年1月26日－1264年11月16日  |                                | 1224年9月18日－1264年11月16日  | 永茂陵                         |
| 景定                           | 理宗                           | 建道備德大功復興烈文仁武聖明安孝皇帝 （度宗趙禥諡）             |                                                          | 趙昀 （初名趙與莒；入宮賜名趙貴誠；成為皇子後改名趙昀）                             | 1205年1月26日－1264年11月16日  |                                | 1224年9月18日－1264年11月16日  | 永茂陵                         |
|                                | 度宗                           | 端文明武景孝皇帝 （恭帝趙㬎諡）                                 |                                                          | 趙禥 （初名趙孟啟；入宮賜名趙孜；成為皇子後改名禥）                                 | 1240年5月2日－1274年8月12日    | 咸淳                           | 1264年11月16日－1274年8月12日  | 永紹陵                         |
|                                |                                |                                                                 | 孝恭懿聖皇帝                                             | 趙㬎                                                                                | 1271年11月2日－1323年5月31日   | 德祐                           | 1274年8月12日－1276年2月4日    |                                |
|                                | 端宗                           | 裕文昭武愍孝皇帝 （少帝趙昺諡）                                 |                                                          | 趙昰                                                                                | 1269年7月10日－1278年5月8日    | 景炎                           | 1276年6月14日－1278年5月8日    | 永福陵                         |
|                                |                                |                                                                 |                                                          | 趙昺                                                                                | 1272年2月12日－1279年3月19日   | 祥興                           | 1278年5月10日－1279年3月19日   | 少帝陵                         |